# Anquela del Pedregal
Anquela del Pedregal település Spanyolországban, Guadalajara tartományban. Anquela del Pedregal Piqueras, Traíd, Torrecuadrada de Molina, Prados Redondos, Morenilla és Tordellego községekkel határos. Lakosainak száma 29 fő (2024).

## Népesség
A település lakosságának változását az alábbi diagram mutatja:
| Lakosok száma | 24   | 22   | 25   | 22   | 24   | 19   | 22   | 24   | 26   | 29   |
|               | 2001 | 2004 | 2006 | 2009 | 2011 | 2014 | 2016 | 2019 | 2021 | 2024 |